# 関谷喜三郎
関谷 喜三郎（せきや きさぶろう、1950年10月20日 - ）は、日本の経済学者、日本大学教授。

## 略歴
埼玉県生まれ。1973年日本大学経済学部卒、78年日本大学大学院商学研究科理論経済学博士課程。日本大学商学部助教授、教授。

## 著書
- 『経済学はおもしろい』日本マンパワー出版 1992
- 『ミクロ経済学』創成社 2001

### 共編著
- 『アナリストのための経済学入門』石橋春男共著 東洋経済新報社 1992
- 『セミナー経済学入門』石橋春男共著 税務経理協会 1992
- 『経済学小事典』石橋春男共著 成文堂 1994
- 『セミナーマクロ経済学入門』石橋春男共著 税務経理協会 1994
- 『経済「第1次」の傾向と対策』石橋春男共著 中央経済社 証券アナリスト試験直前マスター　1995
- 『セミナーミクロ経済学入門』石橋春男共著 税務経理協会 1995
- 『経済(第2次)の傾向と対策』石橋春男共著 中央経済社 証券アナリスト試験直前マスター　1996
- 『公務員試験のための経済学演習 地方公務員上級 国家公務員Ⅱ種 国税専門官』石橋春男共著 税務経理協会 1996
- 『不動産鑑定士二次試験のための経済学演習』石橋春男共著 税務経理協会 1996
- 『セミナー経済学基礎演習』石橋春男共著 税務経理協会 1997
- 『入門マクロ経済学』石橋春男共著 税務経理協会 2000
- 『入門ミクロ経済学』石橋春男共著 税務経理協会 2001
- 『マクロ経済と金融 入門編』石橋春男共著 慶應義塾大学出版会 2002
- 『経済学検定試験 ポイント解説と演習 応用科目編』石橋春男、橋本恭之,祝迫得夫, 加納悟、四方田雅史共著 日本評論社 2003
- 『経済学検定試験 ポイント解説と演習 ミクロ・マクロ編』石橋春男共著 日本評論社 2003
- 『はじめて学ぶ金融論』石橋春男,高木聖共著 慶応義塾大学出版会 2004
- 『マクロ経済学』石橋春男共著 創成社 2007
- 『はじめて学ぶ経済学』石橋春男,河口雄司共著 慶應義塾大学出版会 2008
- 『入門消費経済学 第2巻.金融と消費者』関川靖共編著　慶應義塾大学出版会 2009
- 『マクロ経済の分析』石橋春男共著 慶應義塾大学出版会 2010
- 『経済学の歴史と思想』石橋春男共著 創成社 2012
- 『マクロ経済学と貨幣』藤本訓利共著 八千代出版 2012
- 『はじめて学ぶ経済学 第2版』安田武彦,大木良子共著 慶應義塾大学出版会 2014

### 翻訳
- V.チック『ケインズとケインジアンのマクロ経済学』長谷川啓之共訳 日本経済評論社 ポスト・ケインジアン叢書 1990
- M.G.&K.G.ハジミカラキス『現代マネタリーエコノミックス』石橋春男共訳 多賀出版 1997
- マーチン・アンソニー,ノーマン・ビッグス『経済・金融・経営のための数学入門』石橋春男共訳 成文堂 2000
- デビット・レイドラー『貨幣数量説の黄金時代』石橋春男,横溝えりか,嶋村紘輝,栗田善吉共訳 同文舘出版 2001
- ジャン=ピエール・ジェラール『雇用・利子・収益率とジェラール曲線』石橋春男,栗田善吉共訳 慶應義塾大学出版会 2003
- サンドラ・パート『ジェヴォンズの経済学』石橋春男, 栗田善吉共訳 多賀出版 2006
- ニコラス・タービー『需要と供給』石橋春男共訳 創成社 2006
- Ralph T.Byrns, Gerald W.Stone 原著『マクロ経済学』石橋春男共監訳 成文堂 2009
- ピーター・クラーク『ケインズ 最も偉大な経済学者の激動の生涯』石橋春男共訳 中央経済社 2017

## 論文
- ＜関谷喜三郎